# Assetjament de Kòrsun-Xevtxènkivski
La batalla de Kòrsun-Txerkassi, Assetjament de Kòrsun-Xevtxènkivski i Assetjament de Kòrsun-Txerkassi (també Bossa de Txerkassi, Caldera de Txerkassi, Bossa de Kòrsun, Operació Kórsun-Xevtxénkovski) va tenir lloc a l'hivern de 1944, entre els exèrcits alemany i soviètic durant la Gran Guerra Pàtria. La batalla es va iniciar quan la rereguarda del Grup d'Exèrcits Sud alemany va ser atrapada pel 1r i 2n Front d'Ucraïna. Els intents d'altres unitats per aixecar el setge soviètic van produir més baixes als alemanys, tot i que les seves forces van poder fugir del setge després de patir greus baixes.

## Preparació soviètica
El gener de 1944, les forces alemanys del Grup d'Exèrcits Sud, comandades per Erich von Manstein, s'havien replegat darrere de la línia Panther-Wotan, al llarg del Dnièper a Ucraïna. Dos cossos de l'Exèrcit, el XI (comandats per Wilhelm Stemmermann) i el XLII (comandats per Theobald Lieb), juntament amb un destacament del 8è Exèrcit, es van quedar enrere defensant un sortint situat a uns 100 km de Kàniv al sud-oest, amb el poble de Kòrsun-Xevtxènkivski al centre d'aquest, a l'oest de la ciutat de Txerkassi situada al seu torn en la riba occidental del Dnièper ia uns 200 quilòmetres al sud-est de Kíev (recuperada des del 3 de novembre de 1943 pels soviètics).
El mariscal Gueorgui Júkov es va adonar de la possibilitat d'atrapar a aquestes forces alemanyes del sortint de Txerkassi i immediatament va comunicar a l'Alt Comandament Soviètic la necessitat d'utilitzar als 1r i 2n Fronts Ucraïnesos per envoltar als dos cossos alemanys i destruir-los. Júkov va requerir més tropes de les necessàries, ja que encertadament va pronosticar que els alemanys enviarien forces per intentar trencar el setge, i necessitarien formar dos anells (un ofensiu i un altre defensiu) per evitar que això succeís. Els soviètics no van ser els únics que es van adonar d'això, ja que Erich von Manstein immediatament li va sol·licitar a Hitler que li permetés retirar les tropes exposades, però l'últim es va negar.

## Desenvolupament de les operacions

### El cèrcol
El 18 de gener, el 1r i 2n Front Ucraïnesos van atacar les vores del sortint, amb l'objectiu d'envoltar als defensors alemanys en el menor temps possible. El setge es va tancar deu dies després per la 20a Brigada de Tancs de la Guàrdia i el 6è Exèrcit de Tancs a la vila de Zvenigorodka, i es creà de nou el temut kessel (en alemany "calder", en sentit figurat "trampa"), a imatge i semblança del que havia passat a Stalingrad feia un any. Impacient, Stalin va començar a buscar notícies del front, ja que se li havia promès un segon Stalingrad, de manera que el comandant del 2n Front Ucraïnès, Ivan Kóniev li va enviar el següent missatge: "No hi ha necessitat de preocupar-se, Camarada Stalin. L'enemic no escaparà. "
Atrapats en el "kessel" hi havia 60.000 alemanys, en total sis divisions al 55% de la seva força, juntament amb diverses unitats petites. Entre les divisions atrapades estaven les divisions SS  Wiking i la  Wallonien, juntament amb uns 5.000 auxiliars russos (anomenats "hiwis", abreviatura de "hilfsfreiwillige" o voluntaris). Les forces atrapades van ser agrupades en el Gruppe Stemmermann, ja que el seu comandant era l'antic comandat del XI Cos. La Divisió Wiking tenia 43 Panzer III / IV i diversos canons d'assalt. Altres 27 canons d'assalt van ser trobades en altres unitats, però amb aquestes no n'hi hauria prou per si soles per escapar del cèrcol soviètic.

### Resposta alemanya

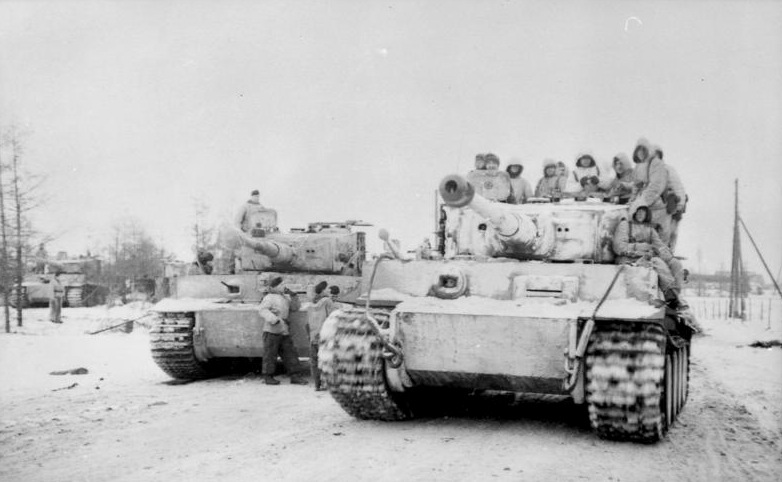
Tancs Tiger I pertanyents als cossos blindats de socors del cèrcol.

Manstein va reaccionar ràpidament, de manera que per a inicis de febrer els cossos Panzer III i XLVII estaven preparats per participar en un intent de ruptura. No obstant això, Hitler va intervenir, i va ordenar transformar el pla de rescat en una veritable ofensiva, l'objectiu de la qual seria el cèrcol dels dos fronts soviètics. Manstein i altres caps del OKH van notar que això era impossible de realitzar amb les forces existents, i el General Hermann Breith, comandant del III Cos Panzer va insistir en la creació d'un corredor per permetre la fugida del Gruppe Stemmermann, però res més. Manstein, acceptant la pressió de Hitler, va rebutjar aquesta opinió i va ordenar el setge de les forces de Kóniev i Vatutin. L'atac del XLVII Cos Panzer, liderat per l'11a Divisió Panzer, ràpidament es va estancar, donat que els tancs alemanys es trobaven en desavantatge davant les divisions blindades soviètiques, i no va poder causar grans baixes. En adonar-se del fracàs de la seva ofensiva, Manstein va ordenar llavors al III Cos Panzer que establís el corredor per rescatar el Gruppe Stemmermann. No obstant això, l'imprevist bon temps a l'hivern es va presentar com un seriós obstacle per als alemanys, ja que l'atac d'aquest cos Panzer, liderat per la Leibstandarte, no només va haver d'enfrontar-se a quatre cossos de tancs soviètics, sinó que els tancs alemanys literalment es van quedar estacats en el fang, vulnerables inclosos als avenços de la infanteria soviètica dotada d'artilleria lleugera.
El 8 de febrer, el general Breith va ordenar el reinici de l'intent de ruptura, aquesta vegada liderat per la 16a Divisió Panzer. Després de forts combats, les forces de rescat van arribar al riu Gniloi Tikitx i van establir un fràgil cap de pont a la riba oriental, en desallotjar els soviètics, però van patir serioses pèrdues en l'intent. No obstant això el III Cos Panzer no va poder avançar més gràcies a la tenaç resistència del 6è Exèrcit de Tancs de l'Exèrcit Roig i així el Gruppe Stemmermann va haver d'obrir camí pel seu compte.

### El "Kessel" de Kòrsun
Mentre el III Cos Panzer lluitava per aixecar el setge, els alemanys atrapats van improvisar un cinturó defensiu al voltant del poble de Kòrsun-Xevtxènkivski, on es trobava la seva única font de subministrament: una pista d'aterratge. En aquella pista hi aterraven contínuament avions Junkers Ju 52 que transportaven aliments, municions, combustible medicaments, i a més evacuaven els ferits. Perquè el III Cos Panzer aconseguís ajudar-los a sortir del cèrcol, l'estat major del 8è Exèrcit va ordenar al general Wilhelm Stemmermann que mobilitzés les seves tropes al sud-oest, cap a la localitat de Xenderivka, on esperarien a ser alliberats.

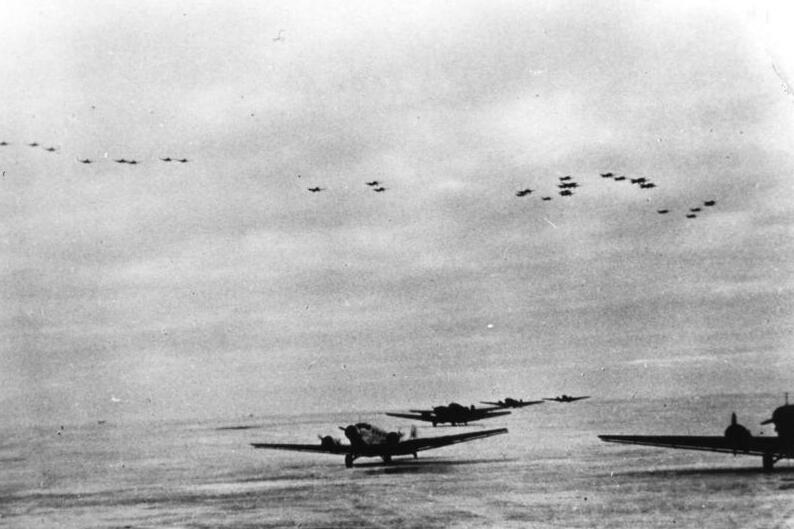
Ju 52 a l'aeròdrom de Kòrsun, Ju 87 volant en formació (gener de 1944).

Immediatament, Stemmermann va començar a retirar les seves tropes del nord del "kessel", i va iniciar un atac per establir contacte amb les forces de rescat que esperaven al riu Gniloi Tikitx. La gran quantitat de maniobres alemanyes dins del cèrcol, va convèncer per un moment als soviètics que havien capturat a tot el 8è Exèrcit Alemany, tot i que realment aquesta força estava lluny de la seva plena capacitat operativa. Les forces atrapades es van dirigir al sud per capturar els poblats de Xenderivka, Novo-Buda i Komarivka. Van abandonar la pista d'aterratge de Kòrsun el 12 de febrer, i amb ella tota possibilitat de rebre subministraments. A Novo-Buda, el 105è Regiment va rebre l'ordre de prendre el poblat, ben defensat pels soviètics. El comandant de l'esmentat regiment, el major Robert Kästner, va comprendre que les seves exhaustes i minvades tropes no aconseguirien realitzar un atac pujant un turó sobre un enemic numèricament superior. Va decidir llavors atacar de nit i va vestir a les seves tropes amb roba de camuflatge d'hivern. A més totes les tropes van col·locar baionetes als seus rifles. En absolut silenci, els alemanys es van acostar al poble i no van ser detectats fins que no estigueren a pocs metres de les posicions soviètiques, que prengueren en pocs minuts. La nit següent, el 105è Regiment va prendre el poblat de Komarivka utilitzant una tàctica similar.
Pels volts del 15 de febrer, el "kessel" s'havia mogut cap al sud, i descansava a la vila de Xenderivka, després d'haver-se reduït a la meitat la distància entre el Gruppe Stemmermann i el III Cos Panzer. No obstant això, la captura d'aquesta última vila va ser molt costosa, ja que després que la 72a Divisió d'Infanteria l'hagués capturat, tropes del 27è Exèrcit soviètic la recuperaven, només per ser expulsats per un regiment de la divisió Wiking.

### El trencament del setge
Després d'intentar apropar-se a Xenderivka infructuosament, el III Cos Panzer es va donar per vençut en no poder prendre un turó anomenada "239", i es va transmetre al Gruppe Stemmermann que havien obrir-se camí de nou, sense mencionar-los que tres exèrcits enemics de tancs es trobaven en el camí de 12 km de longitud. El tinent general Theobald Lieb va liderar la ruptura, mentre que el general Wilhelm Stemmermann es va quedar a la rereguarda amb 4000 homes. El "kessel", de 3.5 km de diàmetre, es va començar a moure de Xenderivka, que va ser batejada "la porta de l'infern". L'artilleria soviètica va bombardejar contínuament l'enemic tancat, i va matar tant a alemanys com també a civils ucraïnesos atrapats.
A les 11 de la nit del 16 de febrer es va iniciar l'intent de fugida, amb resultats prometedors, però la forta resistència trobada en el pujol "239", protegit per tancs T-34, va obligar a algunes unitats alemanyes a esquivar aquell turó pel sud. A l'alba del 17 de febrer, els comandants soviètics es van adonar que els alemanys estaven escapant, el que va ocasionar que immediatament s'enviessin unitats blindades a detenir-los, aprofitant la superioritat numèrica per destruir el que es pogués del 'Gruppe Stemmermann. Molt preocupats per la possibilitat de no poder tancar el corredor de fugida a temps, les unitats de tancs soviètiques (juntament amb la seva infanteria i cavalleria) van avançar amb gran rapidesa i van exterminar totes les forces germàniques que trobaren al seu pas, i no van fer presoners, donat que en el seu afany per tancar qualsevol opció d'escapament, simplement mataven tots els soldats alemanys que poguessin trobar, encara que intentessin rendir-se.

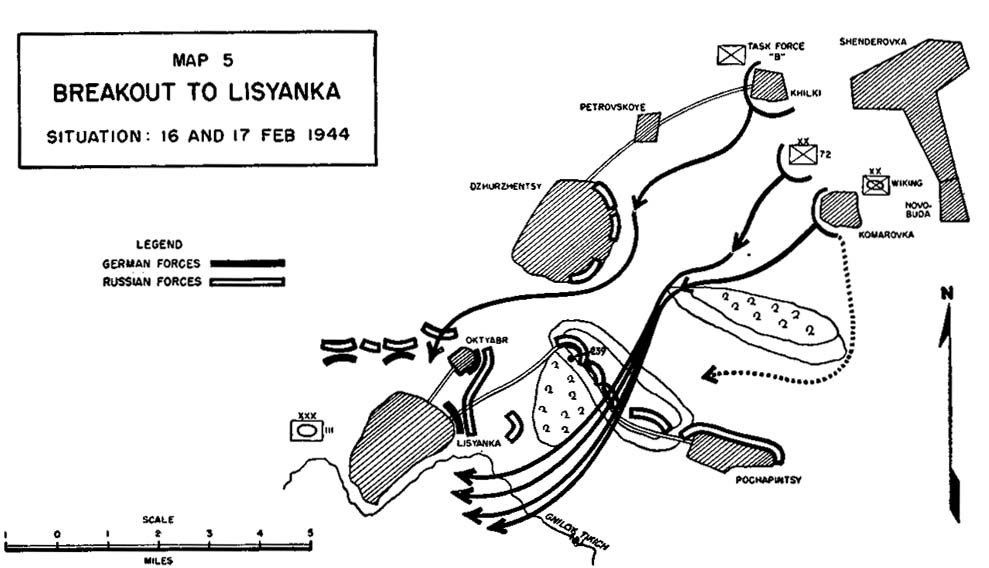
La ruptura alemanya del cèrcol.

En la meitat del matí, bona part del Gruppe Stemmermann havia arribat al riu Gniloi Tikitx, que havia incrementat el seu cabal a causa de la imprevist fosa de les neus. Tot i que havia estat capturat un pont, i s'havien construït uns pontons, la intensitat de l'envestida soviètica va ser de tal magnitud que els alemanys es van llançar al gèlid riu en un afany desesperat de fugir, i es van improvisar ponts de vehicles o arbres. D'aquesta manera centenars de soldats alemanys van morir ofegats o d'hipotèrmia en el seu afany per creuar ràpidament el riu davant el potent avanç de les unitats soviètiques.
El mateix tinent general Lieb va haver de travessar el riu nedant per evitar ser capturat. Quan el comandant de la Divisió Wiking, Herbert Otto Guille va intentar formar una cadena humana a través del riu (intercalant soldats que sabien nedar amb els que no sabien fer-ho), un home es va deixar anar, va trencar la cadena i va condemnar diverses desenes d'alemanys que van ser arrossegats pel corrent o es van ofegar. Molts civils russos que havien ajudat els alemanys també es van llançar al riu en la seva desesperació de ser capturats pels seus compatriotes.

## Conseqüències
Les unitats alemanyes que van participar en aquesta batalla van ser delmades, van patir nombroses baixes, i pràcticament totes elles van haver de ser reequipades després, per la qual cosa aquelles unitats van estar fora de combat per un temps. En total, s'estima que entre 52.000 i 57.000 alemanys van morir, i entre 11.000 i 18.000 van ser fets presoners. Entre els morts es va trobar el general Wilhelm Stemmermann, que va morir dirigint als seus homes en l'evacuació. Ni les xifres oficials de baixes soviètiques militars ni les civils ucraïneses van ser mai publicades. Per aquesta victòria, el general Ivan Kóniev va ser ascendit a Mariscal de la Unió Soviètica. El general Nikolai Vatutin va morir poc després a mans d'un nacionalista ucraïnès.
A Alemanya, aquesta evacuació es va considerar com un triomf, en no haver estat més les baixes germanes, i Joseph Goebbels va felicitar personalment als membres de la SS-Leibstandarte per la seva heroica intervenció en el cèrcol, la qual cosa va determinar que salvessin molts dels assetjats.